# Archipel de Seribuat
L'archipel de Seribuat, situé en Malaisie, est au large de la côte orientale du Johor et du Pahang dont il dépend administrativement.

## Îles de l'archipel
L'archipel est composé de plus de 60 îles.
| Nom                               | Superficie en km2 |
| --------------------------------- | ----------------- |
| L'île Aceh                        | 1.32              |
| L'île Aur (en malais : Pulau Aur) | 12.75             |
| L'île Babi Besar                  | 6.38              |
| L'île Babi Hujong                 | 0.66              |
| L'île Babi Tengah                 | 0.55              |
| L'île Dayang                      | 2.09              |
| L'île Layak                       | 0.24              |
| L'île Mawar                       | 0.33              |
| L'île Pemanggil                   | 9.2               |
| L'île Rawa                        | 0.3               |
| L'île Sembilang                   | 2.51              |
| L'île Seribuat                    | 5.52              |
| L'île Setidan                     | 3.8               |
| L'île Sibu                        | 4.81              |
| L'île Sibu Tengah                 | 0.45              |
| L'île Tangah                      | 0.16              |
| L'île Tinggi                      | 13.5              |
| L'île Tioman                      | 110               |
| L'île Tulai                       | 0.87              |
| L'île Tokong Burung Besar         | 0.36              |

## Biodiversité, faune et flore
L'espèce Cyrtodactylus seribuatensis est endémique de l'archipel.

## Anecdotes
L'archipel a été le lieu de tournage de plusieurs émissions de télé-réalité type Expédition Robinson (en), inspirées du concept américain Survivor.
La saison 12 de l'émission de télé-réalité Koh-Lanta a été tournée dans cet archipel.